# Bollicine (brano musicale)
Bollicine è un brano estratto dall'omonimo album interamente composto e interpretato da Vasco Rossi, edito da Warner Chappell Music Italiana e Star Srl Edizioni Musicali.

## Descrizione
La canzone, vincitrice del Festivalbar 1983, cita esplicitamente e ripetutamente il marchio Coca-Cola e parla in modo ironico degli effetti benefici legati all'assunzione della bevanda. Alcune fonti affermano che la multinazionale americana, sentendosi danneggiata dalla canzone, avesse finanche citato in giudizio Vasco; l'entourage del cantautore zocchese ha tuttavia categoricamente smentito la veridicità di tale circostanza.
Nei primi anni dopo la sua composizione, Bollicine venne utilizzata tipicamente tra i brani di chiusura dei concerti del rocker emiliano; in tale ruolo venne poi sostituita da Vita Spericolata ed Albachiara.

## Citazioni e riferimenti
Nella canzone sono citati numerosi slogan, tratti da spot pubblicitari di vari prodotti, divenuti molto popolari nell'Italia dei primi anni 1980. Vasco li associa tutti alla Coca-cola:
(Campagna pubblicitaria della Vespa)
(Spot del 1980, nato per promuovere il consumo di birra in Italia, aveva Renzo Arbore come testimonial)
(Storico slogan della Denim, ditta produttrice di dopobarba ed altri cosmetici per uomo)
I riferimenti all'interno della canzone vanno oltre, anche se alcuni di essi erano comprensibili solo da una ristretta cerchia di ascoltatori. Tra il 1977 e il 1981, prima dell'affermazione dei consorzi televisivi nazionali, il panorama dell'emittenza privata conosce il successo di numerosissime emittenti il cui bacino d'utenza vanta dimensioni poco più che provinciali. Nel bolognese, capofila delle reti commerciali della fase pionieristica è senza dubbio Telesanterno, che trasmette da Casalfiumanese e si assicura la prima messa in onda di popolarissime serie a disegni animati come Candy Candy, Daitarn 3 o Jeeg Robot d'Acciaio, risultando ben presto amatissima dal pubblico più giovane. I jingle e gli slogan della rete entrano ben presto nel linguaggio di tutti i giorni. Gli spot di Telesanterno sono introdotti da un familiare «Piccolo spazio: pubblicità», mentre per stimolare la vanità dei potenziali clienti, i numeri dell'ufficio commerciale vengono presentati da un accattivante: «…e parlano di te». Un varietà con Daniele Piombi, battezzato tra ermetismo ed eufonia «Ed è subito sabato», contiene una rubrica di corrispondenza con i telespettatori dal nome «Posta e risposta… L'angolo della posta». Pochi anni dopo, Vasco Rossi inserirà nei versi della sua «Bollicine» proprio i jingle di Telesanterno, tra citazioni di conosciuti marchi commerciali e noti slogan di campagne promozionali, utilizzando il linguaggio dell'emittente della Valle del Santerno come paradigma dell'invadenza della comunicazione pubblicitaria.
All'inizio e a metà del brano c'è un parlato di Vasco (nel quale fra l'altro si ode chiaramente: “…You must choose brothers, you must choose!”) che richiama il proclama che introdusse il leggendario concerto degli MC5 al Grande Ballroom di Detroit da parte dello “spiritual advisor” Brother J. C. Crawford, nell'ottobre '68. Concerto da cui venne prodotto un live cult che per molti rappresenta la genesi delle future tendenze punk e metal.
Il riff venne scritto da Guido Elmi, che si ispirò al brano Bette Davis Eyes di Kim Carnes.